# Davide Mazzanti
Davide Mazzanti (ur. 15 października 1976 w Fano) – włoski trener siatkarski. Od 2017 do 2023 roku był trenerem żeńskiej reprezentacji Włoch.
Jego żoną jest włoska siatkarka Serena Ortolani. W lipcu 2013 roku urodziła się mu córka Gaia.

## Sukcesy trenerskie

### klubowe
Mistrzostwo Włoch:
- 2011, 2015, 2016

Superpuchar Włoch:
- 2011, 2016

Puchar Włoch:
- 2017

Liga Mistrzyń:
- 2017

### reprezentacyjne
Grand Prix:
- 2017

Volley Masters Montreux:
- 2018
- 2019

Mistrzostwa Świata:
- 2018
- 2022[3]

Mistrzostwa Europy:
- 2021
- 2019

Liga Narodów:
- 2022[4]